# Comitê Central do Partido Comunista da China
O Comitê Central do Partido Comunista da China (chinês tradicional: 中國共產黨中央委員會, chinês simplificado: 中国共产党中央委员会, pinyin: Zhōngguó Gòngchǎndǎng Zhōngyāng Wěiyuánhuì), conhecido como o Comitê Executivo Central até 1927, é a autoridade máxima dentro do Partido Comunista da China (PCC). Seus cerca de 350 membros e os suplentes são escolhidos uma vez a cada cinco anos pelo Congresso Nacional do PCC. Os membros do Comitê Central têm grande rotatividade. Nos últimos 30 anos, uma média de 62% dos membros do Comitê Central têm sido substituídos em cada congresso do partido. O atual Comitê Central, eleito em 2012, tem 205 membros e 171 suplentes.
O Comitê Central escolhe muitas das pessoas mais poderosas na China, incluindo o Secretário-Geral e os membros do Politburo, Comitê Permanente e Comissão Militar Central.
O Secretariado do Comitê Central é o corpo de trabalho do Politburo e de seu Comitê Permanente. Os membros do Secretariado são nomeados pelo Comitê Permanente e estão sujeitos à aprovação do Comitê Central. Incluem o Departamento Central de Propaganda, o Departamento Central de Organização, o Departamento Central de Relações Internacionais e a Departamento da Frente Unida de Trabalho, entre outros.